# Humpy Island
Humpy Island is een eiland aan de oostkust van Australië dat niet groter is dan 0,5 km².
Het eiland maakt deel uit van de Keppels-archipel en valt onder het grondgebied van Queensland. Er is één parelwit strand aan de noordwestkust van het eilandje. Het ligt op korte afstand van het veel grotere Great Keppel Island.